# Mount Ray
Mount Ray är ett berg i Antarktis. Det ligger i Västantarktis. Nya Zeeland gör anspråk på området. Toppen på Mount Ray är 3 905 meter över havet.
Terrängen runt Mount Ray är huvudsakligen bergig, men åt nordväst är den kuperad. Trakten är obefolkad. Det finns inga samhällen i närheten.